# JR Sysdata
O JR Sysdata foi um computador doméstico brasileiro produzido pela empresa Sysdata Eletrônica a partir de 1982. Era compatível a nível de software e hardware com o TRS-80 Modelo I estadunidense. Posteriormente, foi lançado o JR III, compatível com o TRS-80 Modelo III. 

## Características
- Teclado: "chiclete" ou profissional, com 53 teclas, incorporado ao gabinete
- Display: televisor PAL-M; monitor de vídeo opcional
  - 16 X 64 texto
  - 16 X 32 texto
  - 48 X 128 gráfico
- Expansão:
  - 1 porta de expansão traseira S-80
- Portas:
  - 1 conector para monitor de vídeo composto
  - 1 porta de joystick
- Armazenamento:
  - Drive de disquete de 8" ou 5" 1/4 com 100/184 KiB (até duas unidades)
  - Gravador de cassete (até duas unidades) em 500 bauds, com acionamento remoto do motor